# Quinto Curcio Rufo

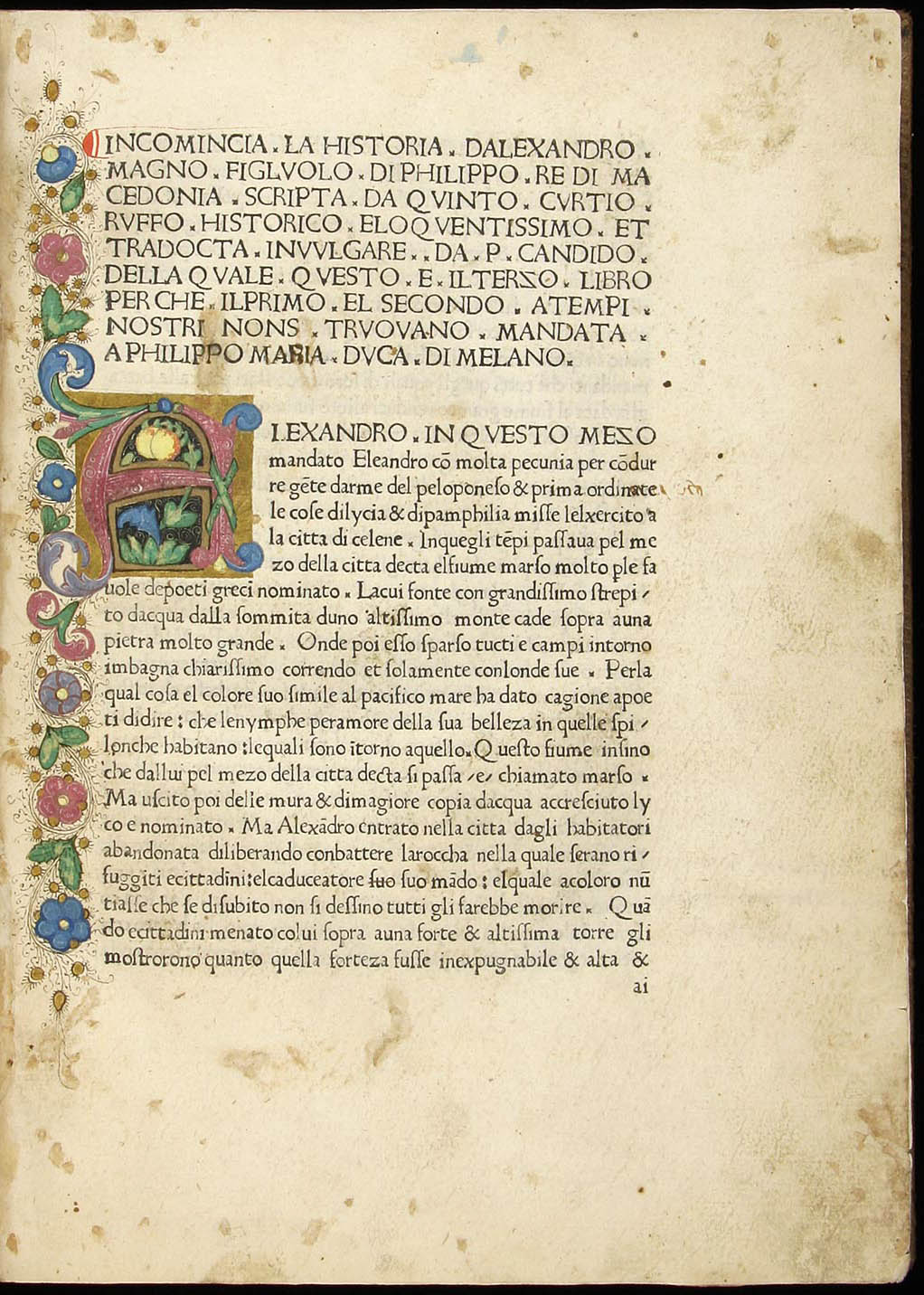
Curcio Rufo, La Historia de Alejandro.

Quinto Curcio Rufo  fue un escritor e historiador romano que vivió presumiblemente bajo el reinado del emperador Claudio, en el siglo I según unos, o en el de Vespasiano, según Ernst Bickel.

## Obra
La única obra que se le conoce es Historiae Alexandri Magni Macedonis (Historias de Alejandro Magno de Macedonia), una biografía de Alejandro Magno en diez libros. Los dos primeros están perdidos, y los ocho restantes incompletos.
La narración comienza en la primavera de 333 a. C., transcurrido ya un año de campaña militar. Alejandro se encuentra en Asia Menor, donde toma la ciudad de Celenas y entra en Gordión, lugar del famoso nudo gordiano.
En los primeros libros conservados de esta obra se narran los hechos relativos a las campañas de Alejandro Magno en contra del rey persa Darío III, mientras que en los restantes se cuenta el viaje del rey macedonio y sus tropas hasta los confines de la India, el deseo de vuelta a casa de su ejército, la muerte de Alejandro en Babilonia y las disputas entre sus generales, por el reparto de los territorios anexionados al Imperio, después de la muerte de Alejandro.
Los diez libros se dividen en dos pentadas: el libro quinto termina con la muerte de Darío y el libro décimo cuenta la muerte de Alejandro. Además, los momentos de máxima tensión culminan en el final de cada uno de los libros.
Se ha estudiado la forma en la que Homero es el modelo para algunos episodios: Alejandro es comparado con Aquiles y Roxana con Briseida, por ejemplo. También se ha visto cómo esta obra representa bien el modelo de la historiografía helenística en el que se presenta un gusto por la retórica, intensificación del pathos en algunas escenas, y un tono moralizante, en tanto que Alejandro es presentado como un héroe destrozado por su propia buena fortuna.
La obra de Curcio empezó a ser famosa en la Alta Edad Media, en los siglos X y XI, con los primeros manuscritos de la obra. A finales del siglo XII, influyó en el poema Alexandreis de Gualterio de Chatillon y de ahí en el Libro de Alexandre del mester de clerecía español del siglo XIII. En el Renacimiento volvió a ser objeto de estudio. Su presencia como libro escolar fue notable hasta el siglo XVIII.